# Fescenninische Verse
Fescenninische Verse (lateinisch Fescennini versus) sind antike Hochzeitsgedichte, die sich im Unterschied zum Epithalamium durch Ausgelassenheit bis hin zu Derbheit, Obszönität und Zotenhaftigkeit auszeichnen.
Die Gedichte waren häufig improvisiert und bevorzugten den Saturnier als Versmaß.
Überliefert sind Beispiele der Gattung in den Werken von Catull (wo es um die homosexuellen Beziehungen des Bräutigams geht) und von Claudius Claudianus in seinem von Anstößigem weitgehend freien Hochzeitsgedicht Fescennina dicta Honorio Augusto et Mariae aus Anlass der Hochzeit des weströmischen Kaisers Honorius und Maria, Tochter des Stilicho.
Die Herkunft des Namens bleibt unklar. Eine Herleitung vom Namen der faliskischen Stadt Fescennia im Süden Etruriens ist möglich, bleibt aber ohne Begründung.
Eine Herleitung von Fascinum, dem häufig phallusförmigen Amulett, scheint zwar plausibler, ist aber sprachlich unmöglich.